# 2018년 일본
다음은 2018년 일본에서 일어났던 사건들을 정리해 놓은 문서이다.

## 사건

### 1월
- 1월 1일 - 유명 배우 아오이 소라가 결혼 발표를 하였다.